# (3276) Porta Coeli
(3276) Porta Coeli (1984 AA1; 1982 RZ1; 1974 HO1) ist ein ungefähr 18 Kilometer großer Asteroid des äußeren Hauptgürtels, der am 15. September 1982 vom tschechischen, damals tschechoslowakischen, Astronomen Antonín Mrkos am Kleť-Observatorium auf dem Kleť in der Nähe von Český Krumlov in der Tschechischen Republik (IAU-Code 046) entdeckt wurde. Er gehört zur Themis-Familie, einer Gruppe von Asteroiden, die nach (24) Themis benannt ist.

## Benennung
Der Asteroid (3276) Porta Coeli wurde nach dem Kloster Porta Coeli benannt, das sich in Předklášteří im tschechischen Landesteil Mähren befindet. Die Zisterzienserinnen-Abtei gehört zum Bistum Brünn und wurde 1239 von Přemysl von Mähren und seiner Mutter Konstanze von Ungarn gegründet. „Porta Coeli“ ist latein und bedeutet „Tor des Himmels“.